# Nuottamojärvi (sjö i Finland)
Nuottamojärvi är en sjö i Finland. Den ligger i kommunen Enare i landskapet Lappland, i den norra delen av landet, 1 000 km norr om huvudstaden Helsingfors. Nuottamojärvi ligger 139,5 meter över havet. Arean är 24,9 hektar och strandlinjen är 5,01 kilometer lång. Sjön  ingår i Pasvik älvs huvudavrinningsområde. 